# Revue grégorienne

La Revue grégorienne est une revue bimestrielle spécialisée au chant grégorien, fondée en 1910 par trois religieux français. Le premier exemplaire fut publié à Rome l'année suivante, en 1911.
Le titre complet était la Revue grégorienne : études de chant sacré et de liturgie, si parfois le sous-titre disparaissait dans certains numéros.
Selon un changement de rédaction de l'abbaye Saint-Pierre de Solesmes, sa publication s'arrêta en 1964, en faveur de la revue annuelle Études grégoriennes, créée en 1954.
Lorsque les chercheurs citent cette revue, l'abréviation RG s'emploie normalement,. 

## Histoire

### Création
Inspirés par la publication de la Revue du chant grégorien fondée à Grenoble en 1892, des religieux italiens proches du Saint-Siège souhaitaient, depuis 1895, créer une revue grégorienne dans leur pays. Après que sa création avait été adoptée en novembre 1900, c'était Lorenzo Perosi qui demanda de collaborer à Dom André Mocquereau de l'abbaye Saint-Pierre de Solesmes. Soutenu par le cardinal Sarto, futur pape Pie X, ce maître de chapelle avait étudié le chant grégorien à Solesmes en 1894. En janvier 1902, la revue Rassegna gregoriana fut publiée à Rome chez Desclée,. 
Puis, quelques amis de Solesmes commencèrent à créer celle de version française, mais indépendante. Enfin, en 1910, la Revue grégorienne fut fondée et en janvier 1911, la première revue fut sortie également chez Desclée, donc à Rome, à Tournai ainsi qu'à Paris, selon les trois sièges de l'édition. Il s'agissait de la sœur cadette de la Rassegna gregoriana.

### Trois directeurs
Cette nouvelle revue connaissait ses trois fondateurs-directeurs.
Il est possible que l'idée de la publication d'une nouvelle revue ait été proposée par le chanoine Clément Gaborit, maître de chapelle de la cathédrale de Poitiers depuis vers 1893. En effet, ce religieux pratiquant le chant grégorien était un agent de l'édition Desclée, collaborateur de la publication de l'abbaye Saint-Pierre de Solesmes dès les années 1880. Lorsque la revue fut créée, celui-ci fonctionnait en tant que représentant principal. Toutefois, on ne connaît guère sa vie publique.
Le futur évêque du Puy-en-Velay Norbert-Georges-Pierre Rousseau naquit en 1871 à Luché-Pringé, près de Solesmes. Après avoir obtenu son doctorat en 1896, celui-ci devint professeur dans la même région, auprès du grand séminaire du Mans en 1899. Admirateur des arts sacrés, notamment de la musique liturgique, il est normal que le docteur Rousseau amplifiât son amitié avec les moines de Solesmes, en donnant naissance à la Revue grégorienne. En outre, il avait sorti en 1910 son livre intitulé École grégorienne de Solesmes en faveur de ses amis. 
Le troisième personnage était le chanoine Yves Delaporte. Son lien profond avec l'abbaye Saint-Pierre peut être expliqué par son oncle, Dom René-Marie-Raoul de Sainte-Beuve de Solesmes, qui était chargé de soutenir l'atelier de la Paléographie musicale. Il était donc disciple de Dom Mocquereau. La qualité de neveu de Dom de Sainte-Beuve comme chercheur assurait non seulement la rédaction de la revue mais aussi sa fonction en tant qu'archiviste du diocèse de Chartres dont il profitait en faveur de ses études.
Il n'est pas certain que le chanoine Delaporte fût directeur, lors de la première publication en 1911. Toutefois, c'était lui qui assurait les rédaction et publication jusqu'en 1929, en qualité de secrétaire général, pareillement, de la revue. En fait, s'il était évident que le docteur Rousseau était trop occupé pour éditer la revue, il lui fallait représenter officiellement ce projet, en raison de sa hiérarchie. C'est pourquoi tous les trois fondateurs devinrent finalement codirecteurs.

### Question de signes rythmiques
Certes, la revue naquit sous influence de la restauration du chant grégorien de l'abbaye Saint-Pierre de Solesmes. Cependant, il faut remarquer qu'elle fut fondée dans une période très délicate où subissaient un conflit le monastère et le Saint-Siège au regard de la rédaction de l'Édition Vaticane. Surtout, cette dernière hésitait toujours à adopter formellement les signes rythmiques développés par Dom André Mocquereau, l'un des membres de sa commission. C'était l'une de principales raisons pour lesquelles l'abbaye suspendait son soutien depuis 1905. 
D'où, il était impossible à satisfaire tous ceux qui concernaient. En revanche, l'inauguration de la revue aggrava ce conflit. Quoi qu'il en soit, étant à Rome pour la publication, l'abbé Rousseau subit cet affrontement de façon directe. Toutefois, le 11 avril 1911, l'approbation subite en faveur de la reproduction de l'édition rythmique par le pape Pie X bouleversa la situation. De plus, une lettre du secrétaire de la Congrégation des rites fut expédiée, le 29 avril, au directeur de la Revue grégorienne, en confirmant le décret du 11 avril : il n'est pas interdit aux maîtres de chœur de préférer l'usage des livres munis de signes rythmiques. 
Grâce à cette autorisation favorable, la publication de la revue se continua sans grosse difficulté, jusqu'à ce qu'une guerre n'arrive. Dom Mocquereau, quant à lui, était vraisemblablement ce qui pouvait profiter de cette publication au maximum, avant que ne soit sorti en 1927 son deuxième tome du livre théorique de signes de Solesmes, Le nombre musical grégorien ou tythmique grégorienne, théorie et pratique.
De nos jours, il n'est pas facile à retrouver les exemplaires ainsi que ses tables de matières, publiés avant les guerres mondiales. En consultant les notes dans les livres anciens, on peut reconnaître cependant quelques auteurs des articles. Sans surprise, il s'agissait de Dom Mocquereau et de ses disciples ainsi que collaborateurs, tels Dom René-Marie-Laoul de Sainte-Beuve, Dom Amand Ménager. Dans la publication de 1911, première année, on y trouve le nom de Louis-Henri Villetard, musicologue auprès du diocèse de Sens. La revue se caractérisait des sciences. Ainsi, en 1913, celle-ci adopta une thèse du docteur W. A. Aikin, médecin britannique, La phonologie de la Prononciation latine.

### Interruption pendant les deux guerres mondiales
La Première Guerre mondiale provoqua en 1914 la suspension de rédaction et de publication. La revue ne fut rétablie qu'en 1920. On s'aperçoit qu'apparut dans cette année un article de Dom Joseph Gajard, futur directeur à partir de 1946. À vrai dire, Solesmes préparait, dans les années 1920, une succession de Dom Mocquereau à Dom Gajard.
Quant à la revue, en 1921, l'un des fondateurs-directeurs, chanoine Clément Gaborit décéda. Il est probable que le docteur Rousseau aussi démissionna après la guerre, car en 1925, il fut nommé évêque du Puy-en-Velay.   
Puis, en 1929, le chanoine Yves Delaporte quitta sa fonction. En dépit de leur collaboration depuis la fondation, il voulait fortement que la direction soit confiée à ce qui n'était pas lié à l'abbaye de Solesmes. Par conséquent, l'abbé Henri-Élisée-Gabriel-Marie Thibault fut choisi en tant que nouveau directeur de la revue. Même de nos jours, on ignore les détails de ce religieux, à l'exception de son nom précis. 
Quand bien même l'abbaye de Solesmes aurait subi cet évènement désagréable, ses moines tel Dom Gajard continuèrent à soutenir la revue. Notamment, Dom René-Jean Hesbert, chercheur de Solesmes le plus distingué avant la guerre, y présentait dans les années 1930 ses thèses, qui sont même aujourd'hui citées dans les études récentes,. 
À la suite de la Deuxième Guerre mondiale, la publication fut de nouveau interrompue, après le dernier volume de l'année 1939, n° 6 (novembre/décembre).

### Rétablissement de la revue

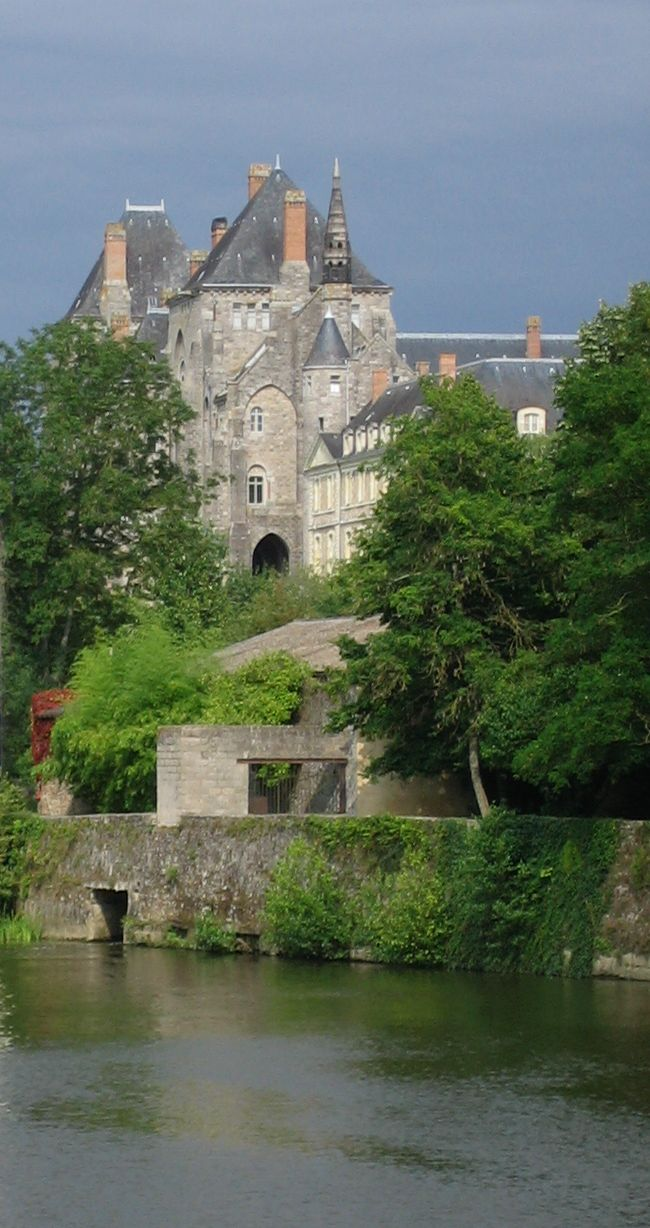
Dès 1946, la rédaction était essentiellement confiée à Dom Joseph Gajard de l'abbaye Saint-Pierre de Solesmes.

Une fois la guerre terminée, l'abbé de Solesmes, Dom Germain Cozien, souhaitait rétablir la Revue grégorienne. Si la republication de celle-ci fut effectivement exécutée, c'était grâce à une collaboration avec l'Institut grégorien de Paris duquel le directeur Auguste Le Guennant soutenait plusieurs revues en difficulté. Le nouveau directeur de la revue, Dom Joseph Gajard de Solesmes, put profiter de son ancien lien avec cet établissement. De fait, il y eut été le premier professeur du chant grégorien entre 1923 et 1925 ainsi que Le Guennant n'était autre que son successeur direct.  
De sorte que fut sorti le 1er février 1946 le premier exemplaire de la revue après la guerre, en bénéficiant de quelques matériaux du bulletin de l'institut. L'édition demeurait encore chez Desclée.
Au regard du titre, quelques sites des livres d'occasion indiquent parfois un titre particulier, Révue grégorienne, études de chant sacré et de liturgie, organe de l'École de Solesmes et de l'Institut grégorien de Paris (et des centres affiliés). Au contraire, des notifications de quelques bibliothèques y compris de Bibliothèque nationale de France ne supportent pas ce titre. Si, faute d’exemplaire numérisé, il est difficile à le préciser, il est possible que celui-ci fût singulièrement attribué aux exemplaires publiés entre 1946 et 1948, selon les volumes conservés auprès de l'université du Michigan. 
Leur collaboration alla plus loin. Entre 1953 et 1955, ils réalisèrent une publication de suppléments intitulés Chronique du Mouvement grégorien en France et à l'étranger : Institut grégorien de Paris et centres affiliés. Cette chronique se continua encore, sous la forme des articles, dans les volumes suivants.

### Remplacement par une revue annuelle
Certes, la publication de la Revue grégorienne fut aisément rétablie. Cependant, la revue devint de plus en plus journal ou circulation pour les pratique et instruction du chant grégorien, au lieu de celui des études. D'ailleurs, il fallait conserver sa propre fonction de la Paléographie musicale en faveur de fac-similés des manuscrits ainsi que de ses commentaires. L'atelier de Solesmes manquait donc de recueil réservé aux chercheurs. C'est la raison pour laquelle une nouvelle revue annuelle Études grégoriennes fut fondée en 1954.
Pendant encore dix ans, les deux revues furent pareillement sortis. Dom Jean Claire, futur directeur de l'atelier, soutenait la revue bimensuelle avec de nombreux articles sémiologiques. Toutefois, après avoir publié le tome 42 n° 3 (mai-juin) en 1964, les Éditions de Solesmes cessèrent définitivement la publication de la Revue grégorienne. Celle des Études grégoriennes se continue toujours, soutenue par de nombreux auteurs ainsi que lecteurs internationaux.
Certains volumes sont encore disponibles auprès des Éditions de Solesmes (1955, 1956, 1957, 1958, 1959, 1960, 1962 et 1963, en 2015).
En faveur des chercheurs, la bibliothèque diocésaine de Quimper et Léon conserve un certain nombre d'exemplaires, issus des établissements religieux dans sa région. Cette précieuse collection se compose essentiellement de volumes publiés après la Deuxième Guerre mondiale .

## Liste des directeurs
1. À partir de 1911 
  1. 1911 - 1921 : Clément Gaborit (18.... † 1921), fondateur-directeur, chanoine et maître de chapelle de la cathédrale de Poitiers
  2. 1911 - 1925 ? : Norbert-Georges-Pierre Rousseau (1871 - † 1939), fondateur-directeur[pc 6], docteur en théologie (1896), professeur du grand séminaire du Mans (1899) puis supérieur (1919), évêque du Puy-en-Velay (1925)[4]
  3. 1911 ? - 1929 : Yves Delaporte (1879 - † 1979), fondateur-directeur, également secrétaire général de la revue (1911 - 1929)[7],[23], chanoine et archiviste du diocèse de Chartres, notamment spécialiste des manuscrits de Chartres[6]
2. 1929 - 1939 : Henri-Élisée-Gabriel-Marie Thibault[1] (18.... - † 19....),
3. à partir de 1946[1]
  1. 1946 - 1964 : Joseph Gajard (1885 - † 1972), moine (1909), maître de chœur (1914) et directeur de la Paléographie musicale (1930) ainsi que des Études grégoriennes (1954) auprès de l'abbaye Saint-Pierre de Solesmes
  2. 1946 - ? : Auguste Le Guennant (1881 - † 1972), codirecteur selon la BNF[1], compositeur, professeur du chant grégorien et directeur de l'Institut grégorien de Paris (1925)

## Principaux auteurs
Jusqu'en 1939 :
- André Mocquereau[10] (1849 - † 1930) : moine (1875), maître de chœur (1889), directeur de la Paléographie musicale (1889) de l'abbaye Saint-Pierre de Solesmes
- René-Marie-Laoul de Sainte-Beuve[jg 2],[nm 3] (1858 - † 1933) : musicologue auprès de l'atelier de la Paléographie musicale de Solesmes, collaborateur de Dom Mocquereau
- Jules Jeannin[nm 4] (1866 - † 1933) : spécialiste de chant liturgique, moine bénédictin de l'abbaye Sainte-Marie-Madeleine de Marseille
- Louis-Henri Villetard[jg 3] (1869 - † 1955) : musicologue grégorien, prélat du diocèse de Sens
- Amand Ménager[nm 5] (1877 - † 19....) : moine et chercheur de Solesmes, distingué de sa mission dans les archives européennes pour les photographies en 1914[pc 12]
- Joseph Gajard[nm 2],[nm 6] (1885 - † 1972) : moine de Solesmes, futur directeur (1946)
- René-Jean Hesbert[eg33 1],[eg34 2] (1899 - † 1983) : musicologue grégorien, moine de Solesmes puis de Saint-Wandrille (1947), Prix Saintour de l'Académie française (1959)[24]

Entre 1946 et 1964 :
- Prosper Guéranger (1805 - † 1875) : posthume, refondateur et abbé de Solesmes
- Paul Delatte (1848 - † 1937) : posthume, théologien et abbé de Solesmes
- Humbert Clérissac (1864 - † 1914) : posthume, dominicain
- Marie Guérin dite Sœur Marie de l'Eucharistie (1870 - † 1905) : posthume, cousine de sainte Thérèse de Lisieux
- Germain Cozien (1878 - † 1960) : abbé de Solesmes
- Yves Delaporte (1879 - † 1979) : fondateur, ancien directeur et secrétaire général de la revue
- Auguste Le Guennant (1881 - † 1972) : directeur de la revue, professeur et directeur de l'Institut grégorien de Paris
- Joseph Gajard (1885 - † 1972) : directeur de la revue
- Higinio Anglés (1888 - † 1969) : musicologue grégorien, directeur de l'Institut pontifical de musique sacrée
- Giacomo Lercaro (1891 - † 1976) : cardinal, théologien
- Maurice Zundel (1897 - † 1975) : théologien catholique suisse
- Eugène Cardine (1905 - † 1988) : moine de Solesmes, fondateur de la sémiologie grégorienne, professeur du chant grégorien de l'Institut pontifical de musique sacrée
- Jean Jeanneteau (1908 - † 1992) : ancien professeur de l'université catholique d'Angers, enseignant important de session grégorienne
- Jacques Hourlier (1910 - † 1984) : moine de Solesmes, spécialiste des manuscrits grégoriens
- Jean Claire (1920 - † 2006) : maître de chœur (1971) ainsi que directeur (1971) de la Paléographie musicale et des Études grégoriennes de l'abbaye de Solesmes
- Michel Huglo (1921 - † 2012) : ancien moine de Solesmes, musicologue médiévale
- Guy-Marie Oury (1929 - † 2000) : moine bénédictin, historien

Quelques documents pontificaux tel le motu proprio se trouvent dans certains exemplaires après 1946 
- Pie XII (1876 - † 1958)
- Jean XXIII (1881 - † 1963)
- Paul VI (1897 - † 1963)

## Publication
- (ISSN 0755-1991) (revue)
  - 1911 n° 1 (janvier/février) - 1914 n° 3 (mai/juin) : 1re - 4e années
  - 1920 n° 1 (janvier/février) - 1939 n° 6 (novembre/décembre) : 5e - 24e années
  - 1946 n° 1 (janvier/février) - 1964 n° 3 (mai/juin) : 25e - 42e années
- ISSN 1760-9429 (supplément)[18]
  - Chronique du Mouvement grégorien en France et à l'étranger : Institut grégorien de Paris et centres affiliés, 1953 - 1955, Abbaye Saint-Pierre, Solesmes

### Notifications
- Bibliothèque nationale de France : Revue grégorienne (notification [lire en ligne] ; notice bibliographique [lire en ligne])

### Listes
- Liste des volumes conservés auprès de la bibliothèque diocésaine de Quimper et Léon (1911 - 1964, y compris précision des articles) [lire en ligne]
- Liste des volumes possédés par l'université du Michigan (1912 - 1964, seulement les numéros de volumes) [lire en ligne]